# Hay Group
Hay Group je globální poradenská firma v oblasti lidských zdrojů se sídlem v americké Filadelfii. Specializuje se na transformující se organizace, poskytuje služby v oblasti personální strategie. V roce 2015 měla zhruba 4 000 zaměstnanců.
Založena byla v roce 1943 Edwardem N. Hayem, který zemřel roku 1956. V roce 1984 byla získána společností Saatchi & Saatchi, ale roku 1990 se opět osamostatnila, když ji odkoupil zpět její vlastní management.